# Список председателей Свердловского облисполкома
Председатели Уральского облисполкома (1923—1934):
- Сулимов Даниил Егорович (декабрь 1923 — март 1926)
- Локацков Филипп Иванович (март 1926 — февраль 1928)
- Кабаков Иван Дмитриевич (апрель 1928 — апрель 1929)
- Ошвинцев Михаил Константинович (апрель 1929 — ноябрь 1933)

Председатели Свердловского облисполкома (1934-1991)
- Головин Василий Фёдорович (ноябрь 1933 — 9 января 1937)
- Плинокос Григорий Павлович (и.о., 11 января — 10 июля 1937)
- Алексеев Иван Иванович (и.о., 20 июля — 12 октября 1937)
- Грачёв Алексей Петрович (и.о., 16 октября 1937 — 6 апреля 1938)
- Семёнов Фёдор Кириллович (и.о., 15 апреля — 23 ноября 1938)
- Макаров Т.Г. (факт. и.о., ноябрь 1938 — февраль 1939) — и.о. 1-го зам. пред. облисполкома
- Митраков Иван Лукич (26 февраля 1939 — 20 июня 1942)
- Недосекин Виктор Иванович (20 июня 1942 — 21 марта 1946)
- Ситников Георгий Семёнович (25 марта 1946 — 2 декабря 1948)
- Николаев Константин Кузьмич (2 декабря 1948 — 28 апреля 1962)
- Ештокин Афанасий Фёдорович (28 апреля — 24 декабря 1962)
  - Замирякин Константин Александрович (24 декабря 1962 — 26 декабря 1964) — председатель Свердловского промышленного облисполкома
  - Минеев Борис Иванович (24 декабря 1962 — 26 декабря 1964) — председатель Свердловского сельского облисполкома
- Борисов Александр Васильевич (26 декабря 1964 — 24 июня 1977)
- Мехренцев Анатолий Александрович (24 июня 1977 — 7 января 1985)
- Лобов Олег Иванович (23 января 1985 — 9 июля 1987)
- Власов Владимир Михайлович (9 июля 1987 — 28 марта 1990)
- Россель Эдуард Эргартович (2 апреля 1990 — 21 октября 1991)

## Председатели Свердловского облсовета
- Власов Владимир Михайлович (28 марта — июнь 1990)
- Россель Эдуард Эргартович (июнь / 21 ноября 1990 — 19 ноября 1991)
- Гребёнкин Анатолий Викторович (1991 — ноябрь 1993)